# Sergius IV van Napels
Sergius IV was hertog van Napels van 1002 tot 1036. Hij was de zoon van Johannes IV van Napels.

## Context
Sergius IV leefde in een tijd waar de Byzantijnse keizer Basileios II Boulgaroktonos (976-1025) de ambitie had het Byzantijnse Rijk te herstellen als weleer. Basileios stuurde zijn bekwame generaal Basileios Boioannes om de Mezzogiorno te heroveren. Slachtoffer van de situatie was Pandulf IV van Capua. Pandulf IV werd gevangengenomen en speelde zijn prinsdom kwijt. In 1024 werd Pandulf IV vrijgelaten en hij was belust op wraak. Hij verdreef de nieuwe prins van Capua, Pandulf V, die vluchtte naar Sergius IV. Sergius werd nu in het strijdgewoel betrokken. In 1027 werd generaal Basileios Boioannes teruggeroepen en Pandulf IV veroverde het hertogdom Napels.
Sergius vluchtte op zijn beurt naar de huurling Noorman Rainulf Drengot. Hij beloofde hem een graafschap en de hand van zijn zuster, in 1030 had hij zijn hertogdom terug. Helaas voor Sergius stierf zijn zuster in 1034 en voelde Rainulf Drengot zich niet meer gebonden. Gebroken, trok Sergius zich terug in een klooster en werd hij opgevolgd door zijn zoon Johannes V van Napels.
Toen Johannes V hulp in eigen persoon ging zoeken bij de nieuwe Byzantijnse keizer Michaël IV Paphlagon, was Sergius IV tijdelijk regent. Nadien keerde hij naar het klooster terug waar hij in 1036 stierf.
De schenking van het graafschap Aversa aan de Noorman Rainulf Drengot wordt beschouwd als het begin van de verovering van Zuid-Italië door de Normandiërs.